# Pałac w Grodziszczu (powiat świdnicki)
Pałac w Grodziszczu – zabytkowy pałac we wsi Grodziszcze (powiat świdnicki) w Polsce, w województwie dolnośląskim, w gminie Świdnica.

## Historia
Pałac późnobarokowy wybudowany  w XVIII w. na planie prostokąta z dachem mansardowym  czterospadowym, przebudowany w początkach XX w. W latach 1720–1733 własność Hansa Georga von Dresky und Merzdorf (zm. 1737), następnie jego syna Paula Friedricha von Dresky und Merzdorf (1729-1781), potem do 1785 jego żony Magdaleny Eleonory von Czettritz und Neuhaus (1739-1797). W 1813 r. w pałacu stacjonował car Aleksander I. W latach 1833-1845 właścicielem był Hermann Adam von Dresky und Merzdorf (1806-1852). Obiekt jest częścią zespołu pałacowego, w skład którego wchodzi jeszcze park z  XVIII w., zmieniony pod koniec XIX w.
Na słupie przypałacowego muru znajduje się herb.